# Język kéo
Język kéo, także ke’o – język austronezyjski używany w prowincji Małe Wyspy Sundajskie Wschodnie we wschodniej Indonezji, w południowo-środkowej części wyspy Flores.
Według danych szacunkowych z 2001 r. posługuje się nim 40 tys. osób (grupa etniczna Kéo). W użyciu jest także język indonezyjski, przy czym charakter jego znajomości różni się w zależności od grupy wiekowej, poziomu wykształcenia i styczności z tym językiem. Lokalny indonezyjski wykazuje wpływy gramatyki kéo. Jednocześnie język narodowy stanowi źródło zapożyczeń związanych ze sferami nowoczesnego życia; za jego pośrednictwem kéo przejął też pewien zasób słownictwa europejskiego.
Kéo jest blisko spokrewniony z nage (50 tys. użytkowników). Oba języki są określane zbiorczą nazwą „nage-kéo”. Nage i Kéo to odrębne grupy etniczne, jednakże relacja między ich językami nie została dobrze ustalona (wiadomo, że wykazują znaczne różnice fonetyczne i słownikowe).
Został zaliczony do zaproponowanej grupy języków centralnego Flores. Tworzy kontinuum dialektalne wraz z kilkoma pobliskimi językami: ngadha, nage, ende, li’o. Między kéo a ende występuje słabo poznany dialekt nga’o (o charakterze przejściowym, włączany zwykle pod pojęcie ende).
W języku kéo występuje mieszany system liczbowy, z elementami systemu kwinarnego (piątkowego), które mogą być pozostałością po hipotetycznym papuaskim substracie językowym.
Poświęcono mu opis gramatyki z 2002 r. (A Grammar of Kéo), w którym zawarto też zbiór tekstów w tym języku oraz listę słownictwa kéo. Do jego zapisu stosuje się alfabet łaciński, aczkolwiek w ograniczonym zakresie.